# James Murphy (productor)
James Jeremiah Murphy (nacido el 4 de febrero de 1970) es un músico, multinstrumentista, cantante, compositor, productor discográfico y DJ estadounidense. Su proyecto musical más conocido es LCD Soundsystem, que primero llamó la atención con su sencillo "Losing My Edge" en 2002 antes de lanzar su álbum debut homónimo en febrero de 2005, con gran éxito de crítica y ventas en el Reino Unido. El segundo y tercer álbum de estudio de LCD Soundsystem, Sound of Silver (2007) y This Is Happening (2010), respectivamente, recibieron la aclamación universal de varios medios de revisión musical. Ambos álbumes también han alcanzado el top 50 en el Billboard 200.
Es cofundador del sello DFA Records junto a Tim Goldsworthy, donde también actuaban como un equipo de producción bajo el nombre de The DFA, trabajando para bandas como The Rapture, Radio 4 y The Juan MacLean.
LCD Soundsystem ha sido reconocido como una fuerza importante en la música reciente y el 5 de marzo de 2013 fue nombrado uno de los Nuevos Inmortales de Rolling Stone: "artistas actualmente activos (o recientemente fallecidos) que [creen] que resistirán el paso del tiempo". En 2011, se anunció que LCD Soundsystem se disolvería con un espectáculo final el 2 de abril de 2011 en el Madison Square Garden. En los años siguientes, Murphy siguió buscando otros proyectos artísticos: algunos relacionados con la música, otros no. A principios de 2016, la banda anunció una reunión, así como una aparición en el Festival Coachella 2016, con su cuarto álbum American Dream y su posterior gira en 2017.

### Shut Up and Play the Hits
LCD Soundsystem ofreció su último concierto hasta 2016 el 2 de abril de 2011 en el Madison Square Garden . Se realizó un documental y una grabación completa del concierto . Shut Up and Play the Hits , dirigida por Will Lovelace y Dylan Southern, documenta los momentos más destacados del concierto y las acciones de Murphy después. Once directores de fotografía capturaron el espectáculo de casi cuatro horas desde diferentes ángulos, además de tres cámaras en el techo. El metraje del concierto se entrelaza con escenas de la vida personal de Murphy, incluyendo una entrevista con el escritor Chuck Klosterman. El documental se proyectó en cines selectos de Estados Unidos por tiempo limitado en 2012 y posteriormente fue lanzado en formato DVD y Blu-ray por Oscilloscope el 9 de octubre de 2012. El formato físico constaba de tres discos que contenían el documental y el metraje de todo el concierto.

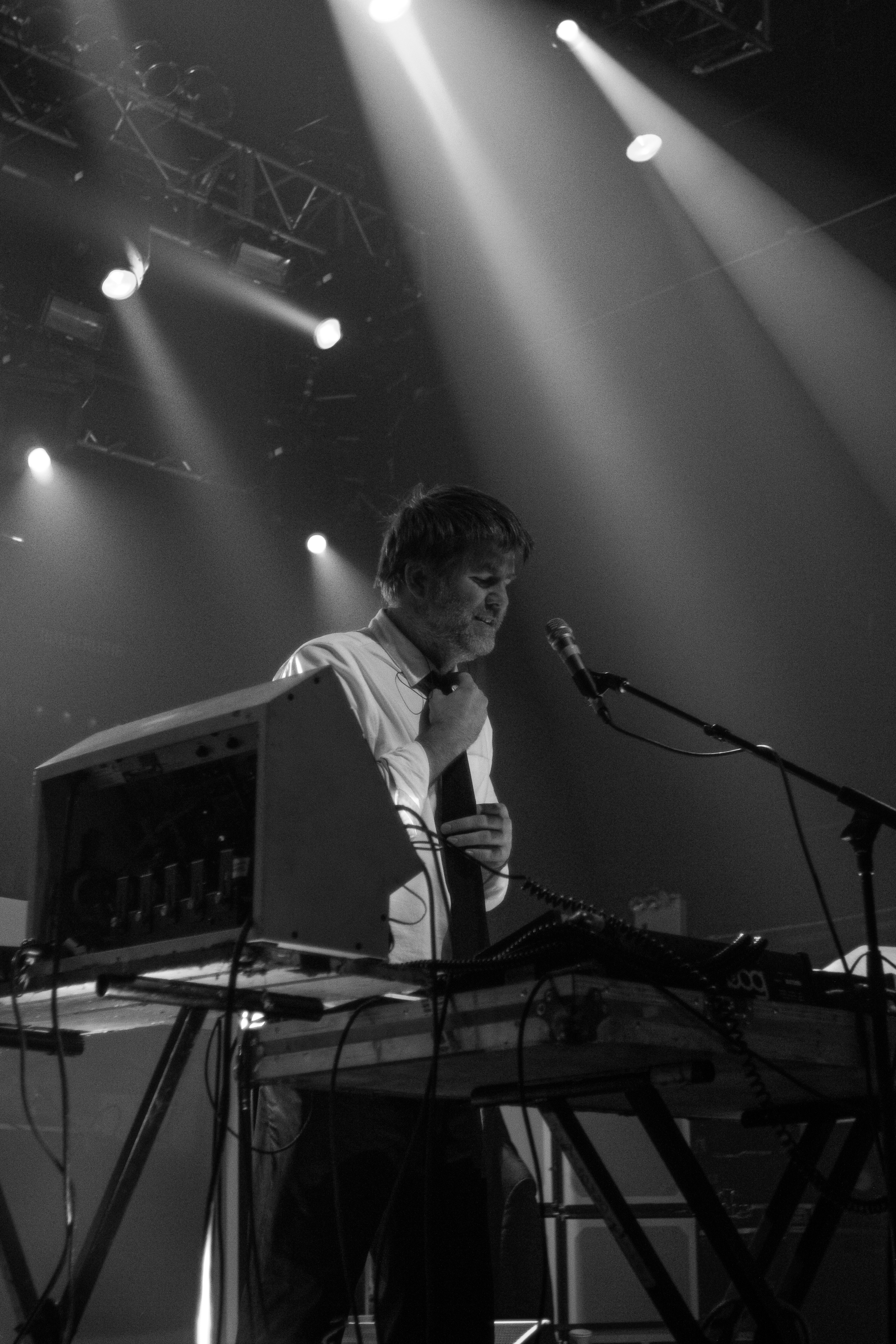
James Murphy tocando en el Terminal 5 de Nueva York en los últimos shows de LCD Soundsystem.

## Discografía
con LCD Soundsystem
- LCD Soundsystem (2005)
- Sound of Silver (2007)
- This Is Happening (2010)
- American Dream (2017)

como solista
Remixes Made with Tennis Data (2014)
Sencillos y producciones discográficas
- 2004: "Kick Out the Chairs" (sencillo con Munk)
- 2009: Ciao! – Tiga (como productor en "Sex O'Clock" y "Gentle Giant")
- 2010: Banda sonora de Greenberg  (como productor)
- 2010: From the Cradle to the Rave – Shit Robot (como productor)
- 2012: "DoYaThing" (sencillo junto a Gorillaz y André 3000)
- 2013: The Next Day – David Bowie (Remix Love Is Lost (Hello Steve Reich Mix))
- 2013: Reflektor – Arcade Fire (como productor)
- 2013: Mosquito – Yeah Yeah Yeahs (como productor en "Buried Alive")
- 2013: "After You" – Pulp (como productor)
- 2014: Love Frequency – Klaxons (como productor en "A New Reality")
- 2016: Blackstar – David Bowie (percusión)